# Marcello Landi
Marcello Landi es un filósofo y teólogo italiano (Forlì, 5 de julio de 1961)

## Biografía
Marcello Landi se formó en la Universidad de Bolonia, donde obtuvo su titulación (filosofía). Después ha estudiado en el Studio Teologico Accademico Bolognese - Sezione San Domenico, en Bolonia (teología) y en la Universidad Pontificia de Santo Tomás de Aquino en Roma (filosofía).
Enseña en el liceo en Domodossola.
Cree que el pensamiento de santo Tomás de Aquino sea muy importante por la solución de los problemas de hoy día.

## Obras publicadas en italiano
- C. Brown, Filosofia e fede cristiana, ed. it. a cura di M. e P. Landi, Edizioni GBU, Roma 1996.
- M. Landi, La presenza della Summa Theologiae di Tommaso d'Aquino nei primi due Sermoni di Antonio Maria Zaccaria, in Barnabiti Studi 20 (2003), pagg. 69-81.
- M. Landi, Due idee di tolleranza, in Interdipendenza 1 (1/2005), pagg. 15-16.
- M. Landi, Sant'Antonio Maria Zacharia. Contesto storico-culturale e presenza della Summa Theologiae di San Tommaso d'Aquino nei suoi primi tre sermoni, in Sacra Doctrina 52 (5/2006), pagg. 46-81.
- M. Landi, Un contributo allo studio della scienza nel Medio Evo. Il trattato Il cielo e il mondo di Giovanni Buridano e un confronto con alcune posizioni di Tommaso d'Aquino, in Divus Thomas (Piacenza) 110 (2/2007), pagg. 151-185.
- Marcello Landi, Uno dei contributi della Scolastica alla scienza economica contemporanea: la questione del giusto prezzo, o del valore delle merci, in Divus Thomas, anno 113° - 2010 - maggio/agosto, p. 126-143.